# Tillandsia ecarinata
Tillandsia ecarinata är en gräsväxtart som beskrevs av Lyman Bradford Smith. Tillandsia ecarinata ingår i släktet Tillandsia och familjen Bromeliaceae. Inga underarter finns listade i Catalogue of Life.